# Herbert Lom
Herbert Lom (Herbert Karel Angelo Kuchačevič ze Schluderpacheru, Praga, del Imperio austrohúngaro, 11 de septiembre de 1917 - Londres, 27 de septiembre del 2012) fue un actor de teatro, cine y televisión británico de origen checo.
Fue conocido por haber participado en películas como El quinteto de la muerte (1955), Guerra y paz (1956), El fantasma de la ópera, y en siete de las películas de la serie La Pantera Rosa como el Inspector Dreyfus. Fue notable también en papeles secundarios.

## Biografía
Proveniente de una familia aristocrática de Praga, desarrolló una carrera teatral antes de debutar en 1937, a los 20 años de edad, en la película checa Zena pod krízem, con el nombre de Herbert Lom. 
Al año siguiente, durante la Crisis de los Sudetes, emigró a Londres, donde comenzó a colaborar en las emisiones en idioma checo de la BBC, durante todo el período de la Segunda Guerra Mundial. Continuó su carrera profesional por un tiempo en el ambiente teatral de Londres, para luego actuar en la película El vencedor de Napoleón (1942) de Carol Reed, interpretando el papel de Napoleón, papel que repetiría 14 años más tarde en el film Guerra y Paz (1956), de King Vidor.
Durante la década de 1940, participó en 12 películas más, principalmente del género policíaco, bélico y dramático, entre las cuales destacan El séptimo velo (1945), de Compton Bennett, ganadora del premio Oscar 1946, al mejor guion original; y Dual Alibí (1946), una película del género policíaco, donde interpreta un exótico doble papel como mellizos trapecistas.
Como suele ocurrir, su apariencia y sus modales lo fueron encasillando en papeles de "extranjero sospechoso". Al respecto, en una entrevista en 1991, Herbert Lom comentó con ironía y resignación: «A los ojos de los británicos, todos los extranjeros son siniestros».
En la década de 1950, protagonizó 31 películas y 2 series de televisión. Destacan Night and the City (1950), State Secret (1950), El quinteto de la muerte (1955) y Guerra y Paz (1956). 
En la década de 1960 participó en 21 películas, de las cuales actuó el papel principal en The Frightened City (1961), La isla misteriosa (1961) y El fantasma de la ópera (1962). Destacó en papeles secundarios en las superproducciones Espartaco (1960),  El Cid (1961) en el papel de Ben Yusuf, y en A Shot in the Dark  (1964), en el papel de Inspector Charles Dreyfus, donde revelaría su talento histriónico, que repetiría en 7 películas más de la serie La pantera rosa.

## Fallecimiento
Herbert Lom falleció el 27 de septiembre de 2012 en Londres mientras dormía a los 95 años de edad.

## Películas
- The Young Mr Pitt (1942) (como Napoleón Bonaparte)
- The Dark Tower (1943)
- Hotel Reserve (1944)
- The Seventh Veil (1945)
- Night Boat to Dublin (1946)
- Appointment with Crime (1946)
- Dual Alibi (1947)
- Portrait from Life (1948)
- Brass Monkey (1948)
- Golden Salamander (1950)
- Night and the City (1950)
- State Secret (1950)
- The Black Rose (1950)
- Two on the Tiles (1951)
- Hell is Sold Out (1951)
- Whispering Smith Hits London (1952)
- Mr. Denning Drives North (1952)
- The Ringer (1952)
- The Man Who Watched Trains Go By (1952)
- Rough Shoot (1953)
- The Net (1953)
- The Love Lottery (1954)
- Beautiful Stranger (1954)
- Star of India (1954)
- The Ladykillers (1955)
- The Wrong Widget (1955)
- War and Peace (1956) (como Napoleón Bonaparte)
- Fire Down Below (1957)
- Hell Drivers (1957)
- Action of the Tiger (1957)
- Chase a Crooked Shadow (1958)
- I Accuse! (1958)
- The Roots of Heaven (1958)
- Passport to Shame (1958)
- Intent to Kill (1958)
- The Big Fisherman (1959)
- Third Man on the Mountain (1959)
- No Trees in the Street (1959)
- North West Frontier (1959)
- Spartacus (1960)
- I Aim at the Stars (1960)
- Mr. Topaze (1961)
- The Frightened City (1961)
- El Cid (1961)
- Mysterious Island  (1961)
- Der Schatz im Silbersee (1962)
- Tiara Tahiti (1962)
- The Phantom of the Opera (1962) (como El fantasma de la ópera)
- A Shot in the Dark (1964)
- Onkel Toms Hütte (1965)
- Return from the Ashes (1965)
- Our Man in Marrakesh (1966)
- Gambit (1966)
- The Karate Killers (1967) (como Randolph)
- Die Nibelungen, Teil 2 - Kriemhilds Rache (1967)
- Villa Rides (1968)
- Eva (1968)
- Assignment to Kill (1968)
- 99 Women (1969)
- Doppelgänger (1969)
- Mark of the Devil (1970)
- El retrato de Dorian Gray (1970)
- Count Dracula (1970)
- Murders in the Rue Morgue (1971)
- Asylum (1972)
- Dark Places (1973)
- And Now the Screaming Starts! (1973)
- And Then There Were None  (1974)
- The Return of the Pink Panther (1975)
- The Pink Panther Strikes Again (1976)
- Charleston (1977)
- Revenge of the Pink Panther (1978)
- The Lady Vanishes (1979)
- Hopscotch (1980)
- Trail of the Pink Panther (1982)
- Curse of the Pink Panther (1983)
- The Dead Zone (1983)
- Las minas del rey Salomón (1985)
- Ten Little Indians (1989)
- La secta (1991)
- Son of the Pink Panther (1993)